# Carina Dayondon
Carina Dayondon (Don Carlos, 15 juli 1978) is een Filipijnse bergbeklimster en officier van de Filipijns kustwacht.
Dayondon verwierf bekendheid als de eerste Filipijnse vrouw en de tweede Filipijnse bergklimmer ooit die alle zeven toppen wist te beklimmen. Ze beklom de Denali in 2006. Daarna beklom ze in 2007 als onderdeel van een geheel vrouwelijke Filipijnse expeditie, samen met Noelle Wenceslao en Janet Belarmino, de hoogste berg ter wereld Mount Everest. Ze bereikte de top van de Everest tien minuten na Wenceslao, waarmee ze de tweede Filipina werd die deze top beklom. Nadien volgden nog de Elbroes (2013), Mount Kosciuszko (2014), de Kilimanjaro (2015) en de Aconcagua (2017). Op 16 december 2018 ten slotte bereikte ze ook de top van het Vinsonmassief op Antarctica.